# آبشش‌دهان
آبشش‌دهان (نام علمی: Branchiostoma) نام یک سرده از تیره آبشش‌دهانان است.